# 東京純心女子中学校・高等学校

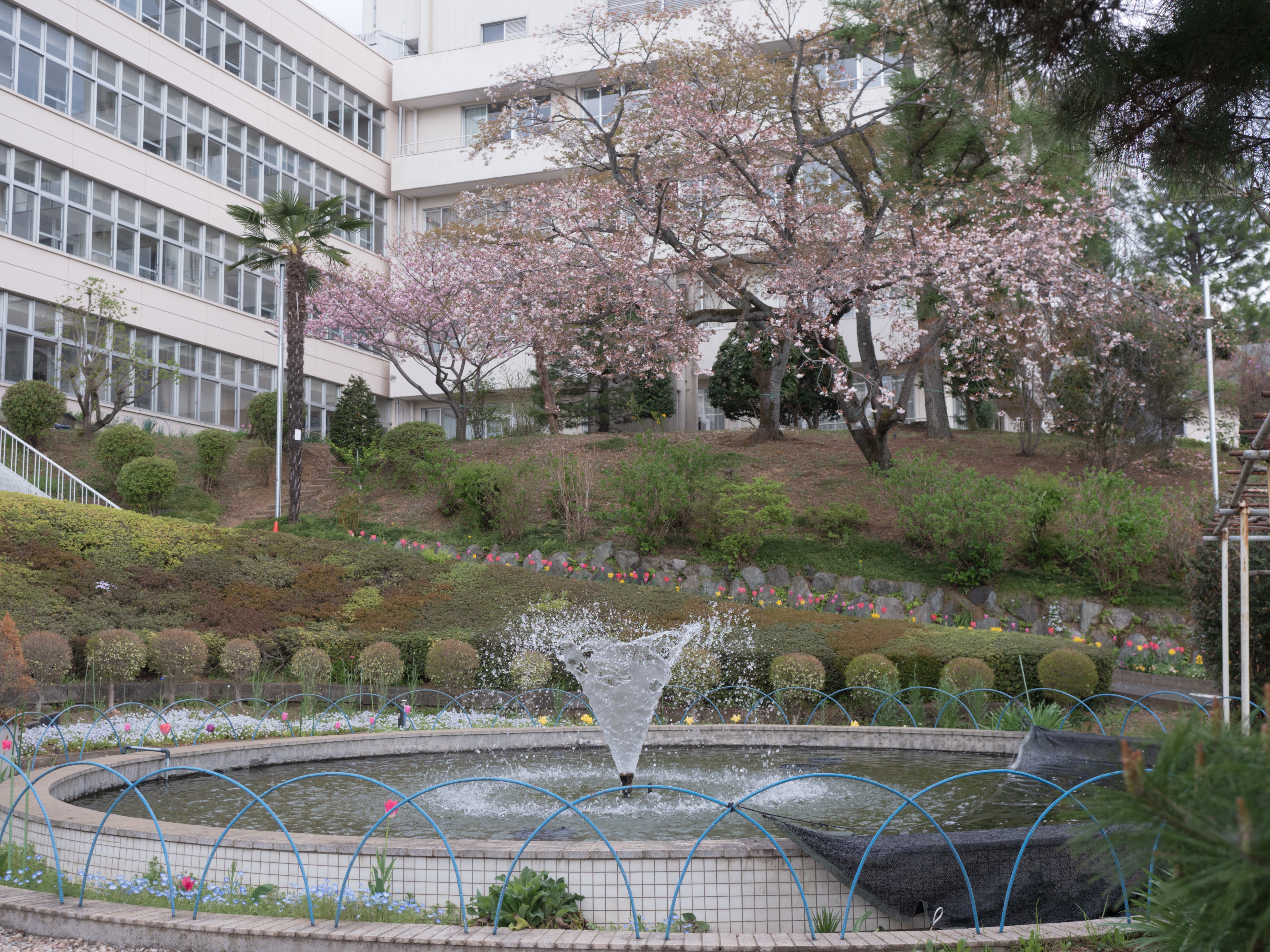
校舎南側にある噴水（2018年4月）

東京純心女子中学校・高等学校（とうきょうじゅんしんじょしちゅうがっこう・こうとうがっこう）は、東京都八王子市滝山町に所在し、中高一貫教育を提供する私立女子中学校・高等学校。
設立母体は長崎純心聖母会。

## 概要
江角ヤスがカトリック精神に基づき、イエス・キリストの母マリアの生き方を理想と仰ぐ女性の育成を目指し創設した学校である。「聖母マリアのように神様にも人にも喜ばれる、清く、賢く、優しい女性」を育てることを建学の精神としている。イエス・キリストの母マリアの生き方に倣い、自らの能力を活かし、他の人のために貢献できる、自立した女性を育てるという創立者の志を実践している。生徒が中心となり、「ブラジルキャンペーン」として、ブラジルにある純心聖母会福祉施設へ文具品や服などを送る活動を行っている。

## 沿革
- 1964年4月 - 東京純心女子高等学校（全日制普通科）設立[2]。
- 1986年4月 - 東京純心女子中学校設立[2]。
- 2011年4月 - 同年度より高校の募集を停止し、完全中高一貫校に移行。
- 2013年4月 - 高等学校の募集を再開する。

## 施設
- 江角記念講堂（創立者の名を冠し、中学・高校・大学が併用している講堂であるが、所属は大学のものである）にあるパイプオルガン（カナダのカサバン・フレール社製）は2030本のパイプを持つ。
- 滝山城跡を包む小山の一角を占める敷地面積約6万平方メートル内に中学・高校・大学のほか女子修道院もある。
- テニスコートを4面、体育館およびグラウンドを2つずつ持つ。
- かつては、寮もあったが現在は大学の留学生が生活している。

## 制服
中学
- 冬は白のブラウスと紺のジャンパースカートに紺のカーディガン、その上から紺のボレロを着用する。
- 夏はブルーの半そでブラウスと紺のプリーツスカートで、グレー色のセーターまたはベストを着用して気候調節する。
- ソックスは、白のハイソックス。

高校
- かつては中学と同じ制服だったが、2013年度より、創立50周年を記念してBEAMSプロデュースの新制服を採用。
- 冬は青または白のブラウス（正装は青ブラウス）にブレザーを着用する。紺のベスト、またはカーディガンの着用も可。青のリボンも着用するが、紐で結ぶタイプではなくボタンで留めるタイプ。スカートは紺のプリーツスカート。
- 夏はブラウスと夏用スカート（デザインは冬と同じ）を着用。リボン、ベスト、カーディガンの着用が自由となる。ブラウスの代わりに青色のポロシャツを着ることも可能。
- 2020年度より、スラックスとネクタイが導入された。
- ソックスは紺色。
- ブラウスは夏冬同じものを着用。（半袖・長袖どちらも可）

中高共通
- 入学式・卒業式・始業式や終業式などの式典・宗教行事には、制帽であるベレー帽を着用する。
- 冬期は指定の黒色Pコート、黒タイツの着用も可能。

## 交通
出典 : 
| 運行事業者 | 乗車駅       | 系統                                       | 下車停留所       |
| ---------- | ------------ | ------------------------------------------ | ---------------- |
| 西東京バス | 京王八王子駅 | 16号04・左01・左03・ひ01・ひ03・ひ08・急行 | 「純心女子学園」 |
| 西東京バス | 秋川駅       | ひ07                                       | 「純心女子学園」 |
| 西東京バス | 拝島駅       | 高月01・高月02・高月03                     | 「純心女子学園」 |

## 著名な出身者
- 石原奈央子（英語版） - 射撃選手[4]
- サーヤ - お笑いタレント（お笑いコンビ「ラランド」）
- はたゆりこ - シンガーソングライター、タレント[5]

## 公式サイト
- 東京純心女子中学校・高等学校